# Henry Gantt

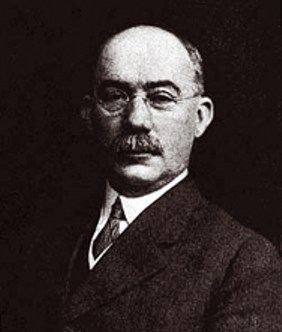
Henry Gantt

Henry Laurence Gantt (1861 – 23 de novembro de 1919) foi um engenheiro mecânico norte-americano. 
Em 1887 foi trabalhar na Midvale Steel e se tornou assistente no departamento de engenharia, onde Frederick Taylor era o engenheiro-chefe de produção. Em 1888 tornou-se assistente direto de Taylor. Gantt era também um inventor prático, e junto com Taylor registrou seis patentes. É o inventor do diagrama de Gantt.